# Yoon Yeo-jeong
Yoon Yeo-jeong (* 19. Juni 1947) ist eine südkoreanische Schauspielerin. Sie erlangte Bekanntheit durch Kim Ki-youngs Film Woman of Fire aus dem Jahr 1971. Für ihre Nebenrolle in dem US-amerikanischen Spielfilm  Minari – Wo wir Wurzeln schlagen (2020) erhielt sie einen Oscar.

## Leben
Yoon Yeo-jeong war gerade im ersten Jahr ihres Studiums in Koreanischer Sprache und Literatur an der Hanyang University, als sie sich erfolgreich bei einem Vorsprechen des Fernsehsenders TBC durchsetzte. Sie verließ die Uni und gab ihr Schauspieldebüt in der Dramaserie Mister Gong (1967). Sie erreichte Bekanntheit 1971 durch ihre Rollen als Femme fatale. Für ihren ersten Film, Kim Ki-youngs Woman of Fire, wurde sie als beste Schauspielerin auf dem Sitges Festival Internacional de Cinema Fantàstic de Catalunya ausgezeichnet. Kurz darauf spielte sie die Rolle der Konkubine Jang Hui-bin in dem gleichnamigen Historiendrama.
Auf dem Höhepunkt beendete Yoon ihre Karriere, als sie 1975 den Sänger Jo Young-nam heiratete. Sie zogen in die Vereinigten Staaten. Allerdings kehrte sie 1984 nach Südkorea und zur Schauspielerei zurück. 1987 wurde das Paar geschieden.
Ein weiterer großer Moment in ihrer Karriere war Eine Familie geht fremd (2003) von Im Sang-soo, für den sie großen Zuspruch durch Kritiker erhielt. Darin spielt sie eine Frau, die außereheliche Beziehungen hat. Sie spielte auch noch in drei weiteren Filmen von Im Sang-soo mit: The Old Garden (2007), Das Hausmädchen (2010) und Taste of Money (2013). Des Weiteren spielte sie in der Netflix-Serie Sense8 mit. 2016 spielte sie die Hauptrolle in E J-yongs Film The Bacchus Lady, der seine Premiere auf der Berlinale feierte.
Im amerikanischen Raum wurde Yoon durch ihre Darstellung der unkonventionellen koreanischen Großmutter Soon-ja in Lee Isaac Chungs US-amerikanischen Spielfilm Minari – Wo wir Wurzeln schlagen (2020) an der Seite von Steven Yeun und Han Ye-ri bekannt. Das Melodram wurde beim Sundance Film Festival preisgekrönt, während Yoon für ihre Nebenrolle u. a. mit dem renommierten Boston Society of Film Critics Award, Los Angeles Film Critics Association Award und einem Oscar geehrt wurde.
Im Sommer 2021 wurde sie Mitglied der Academy of Motion Picture Arts and Sciences.
Im Oktober 2021 erhielt sie den Orden für kulturelle Verdienste (Geumgwan, höchste Auszeichnung) für ihren Beitrag zum südkoreanischen Film.

## Filmografie (Auswahl)
- 1971: Woman of Fire (화녀 Hwanyeo)
- 1972: The Insect Woman (충녀 Chungnyeo)
- 1973: Yeodaesaeng Ttosun-i (여대생 또순이)
- 1973: Love and Hatred (다정다한 Dajeong Dahan)
- 1977: The Day and Night of a Korean-American (코메리칸의 낮과 밤)
- 1985: Mother (어미 Eomi)
- 1990: The Woman Who Walks on the Water (물 위를 걷는 여자)
- 1990: Be a Wicked Woman (천사여 악녀가 되라)
- 1990: An Experience to Die For (죽어도 좋은 경험)
- 2003: Eine Familie geht fremd (바람난 가족)
- 2004: Springtime (꽃피는 봄이 오면)
- 2005: The President’s Last Bang (그때 그사람들 Geuttae Geusaramdeul)
- 2006: Maundy Thursday (우리들의 행복한 시간)
- 2007: The Old Garden (오래된 정원)
- 2007: Hwang Jin Yi (황진이)
- 2008: A Tale of Legendary Libido (가루지기)
- 2009: Die Schauspielerinnen (여배우들 Yeo Baeu-deul)
- 2010: Hahaha (하하하)
- 2010: Das Hausmädchen (하녀)
- 2011: Hindsight (푸른 소금 Pureun Sogeum)
- 2011: List (Kurzfilm)
- 2012: Taste of Money (돈의 맛 Don-ui Mat)
- 2012: In einem fremden Land (다른 나라에서 Dareun Nara-eseo)
- 2013: Behind the Camera (뒷담화: 감독이 미쳤어요)
- 2013: Boomerang Family (고령화가족 Goryeonghwa Gajok)
- 2014: Hill of Freedom (자유의 언덕 Jayu-ui Eondeok)
- 2015: Salut d’Amour (장수상회 Jang-su Sanghoe)
- 2015: Right Now, Wrong Then (지금은맞고그때는틀리다 Jigeumeun Matgo Geuttaeneun Teullida)
- 2016: The Bacchus Lady (죽여주는 여자 Jugyeochuneun Yeoja)
- 2016: Canola (계춘할망 Gyechun Halmang)
- 2018: Keys to the Heart (그것만이 내 세상)
- 2020: Beasts Clawing at Straws (지푸라기라도 잡고 싶은 짐승들)
- 2020: Minari – Wo wir Wurzeln schlagen (Minari)
- seit 2022: Pachinko – Ein einfaches Leben (Fernsehserie)
- 2025: The Wedding Banquet

## Auszeichnungen (Auswahl)
TBC Drama Awards
- 1969: Auszeichnung in der Kategorie Beste Neue Fernsehdarstellerin für Mister Gong

Korean Broadcasting Awards
- 1992: Auszeichnung in der Kategorie Beste Fernsehdarstellerin für Bunryegi

KBS Drama Awards
- 2005: Auszeichnung in der Kategorie Beste Darstellerin in einem One-Act-Drama für Becoming a Popular Song
- 2012: Excellence Award, Actress in a Serial Drama für My Husband Got a Family

Sitges Festival Internacional de Cinema Fantàstic de Catalunya
- 1971: Auszeichnung in der Kategorie Beste Darstellerin für Woman of Fire
- 2010: Maria Honorifica Award

Blue Dragon Awards
- 1971: Auszeichnung in der Kategorie Beste Darstellerin für Woman of Fire
- 2010: Auszeichnung in der Kategorie Beste Nebendarstellerin für Das Hausmädchen

Daejong-Filmpreis
- 1971: Auszeichnung in der Kategorie Beste Neue Darstellerin für Woman of Fire
- 2010: Auszeichnung in der Kategorie Beste Nebendarstellerin für Das Hausmädchen

Busan Film Critics Awards
- 2003: Auszeichnung in der Kategorie Beste Nebendarstellerin für Eine Familie geht fremd
- 2010: Auszeichnung in der Kategorie Beste Darstellerin

Korean Film Awards
- 2003: Auszeichnung in der Kategorie Beste Nebendarstellerin für Eine Familie geht fremd
- 2010: Auszeichnung in der Kategorie Beste Nebendarstellerin für Das Hausmädchen

Chunsa Film Awards
- 2010: Auszeichnung in der Kategorie Beste Nebendarstellerin für Das Hausmädchen

Buil Film Awards
- 2010: Auszeichnung in der Kategorie Beste Nebendarstellerin für Das Hausmädchen
- 2017: Auszeichnung in der Kategorie Beste Hauptdarstellerin für The Bacchus Lady[8]

Cinemanila International Film Festival
- 2010: Auszeichnung in der Kategorie Beste Darstellerin für Das Hausmädchen

Asian Film Awards
- 2011: Auszeichnung in der Kategorie Beste Nebendarstellerin für Das Hausmädchen

Fantasia International Film Festival
- 2016: Auszeichnung in der Kategorie Beste Hauptdarstellerin für The Bacchus Lady

Women in Film Korea Awards
- 2016: Auszeichnung in der Kategorie Frau im Film des Jahres für The Bacchus Lady

British Academy Film Awards
- 2021: Auszeichnung in der Kategorie Beste Nebendarstellerin für Minari

Oscar
- 2021: Auszeichnung in der Kategorie Beste Nebendarstellerin für Minari